# 영러 협상

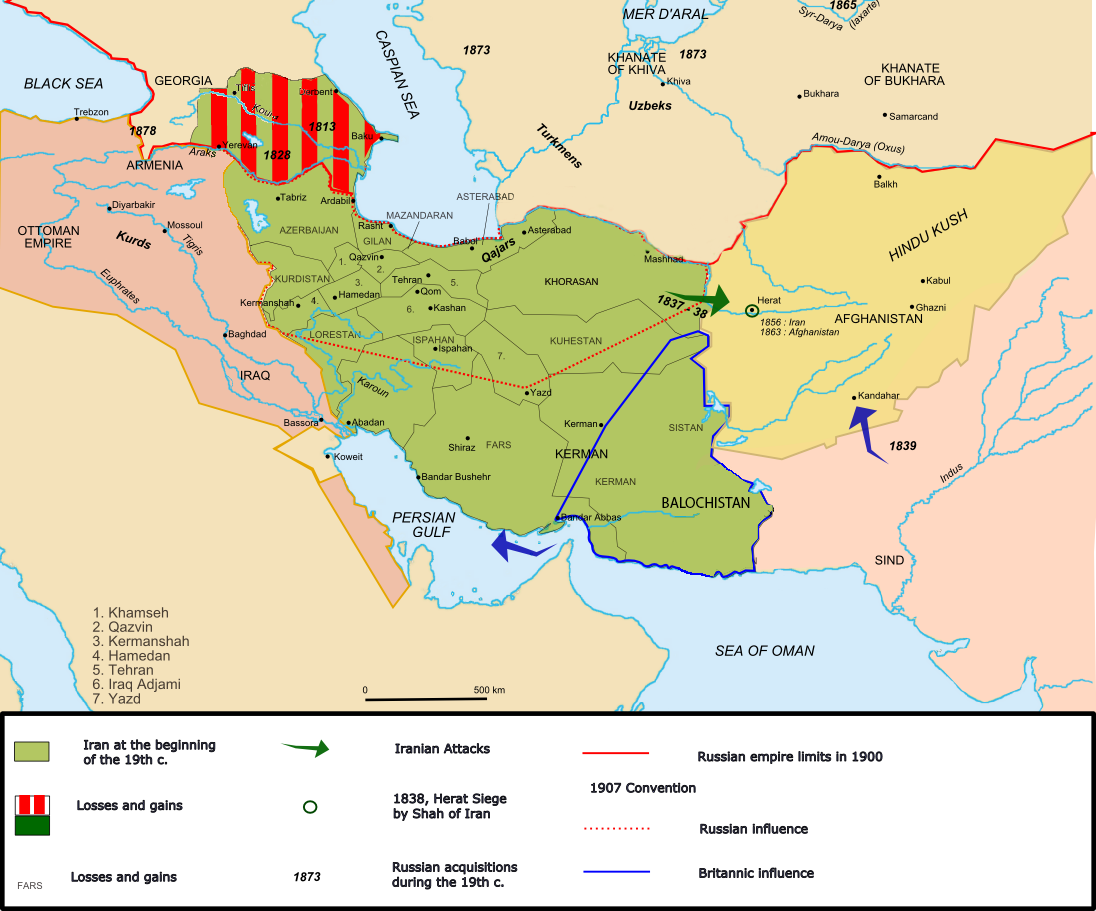

영러 협상은 1907년 8월 31일 상트페테르부르크에서 영국과 러시아 제국 사이에 맺은 협상이다.
이 협상은 예전부터 분쟁 지역이었던 페르시아, 티베트, 아프가니스탄 관련 분쟁을 원만하게 해결한 협상이다. 페르시아에 대해서는 여러 가지 세력권을 규정했고 아프가니스탄을 러시아 제국의 세력권에서 벗어나게 하는 한편 티베트의 영토 보전 등을 주요 내용으로 한다.
이 협상의 결과에 따라 영국은 러시아 제국의 티베트 진출 위협에서 벗어나게 되었고 한편 러시아 제국은 영국과의 타협하에 발칸반도 진출을 시도하게 된다. 이 협상은 러불 동맹, 영불 협상과 함께 삼국 협상을 형성하는 계기가 된다.

## 주요 협정
- 페르시아에 관한 협정: 페르시아 북부는 러시아 제국의 세력권, 페르시아 남부는 영국의 세력권으로 정했으며 양국의 세력권에 속하지 않는 중립 지대도 설정했다. 카자르 왕조의 독립을 존중하면서 이 지역에서의 균등한 기회를 보장했다.
- 아프가니스탄에 관한 협정: 아프가니스탄은 영국의 세력권으로 속하게 되었으며 러시아 제국은 영국의 계획을 존중했다. 이를 계기로 영국은 러시아 제국과의 적대 관계를 피하면서 평화적으로 아프가니스탄을 지배하게 되었다.
- 티베트에 관한 협정: 영국, 러시아 제국은 티베트에 대한 영토 보전, 내정 불간섭 원칙을 확인하는 한편 티베트에 대한 청나라의 종주권을 인정했다.

## 같이 보기
- 도거 뱅크 사건
- 러불 동맹
- 브리검영 대학교